# Sin-szumu-liszir
Sin-szumu-liszir (akad. Sîn-šumu-līšir, tłum. „O Sinie, niechaj imię ma się dobrze”) – uzurpator, który wszczął rebelię w Asyrii w 626 r. p.n.e. Nie należał do Sargonidów, lecz sprawował chwilową władzę przed Sin-szar-iszkunem. Wymienia go Urucka lista królów.
Sin-szumu-liszir był eunuchem zajmującym wysokie stanowisko na dworze asyryjskiego króla Aszurbanipala. Po śmierci Aszurbanipala w 627 r. p.n.e. odegrał decydującą rolę w osadzeniu na tronie Asyrii Aszur-etil-ilani, młodszego syna króla. Zgodnie z zachowanymi źródłami użył on swych własnych oddziałów wojskowych do ochrony księcia, a po jego koronacji zmusił trzech dygnitarzy do złożenia przysięgi lojalności wobec młodego króla.